# Мосору (Хунедоара)
Мосору (рум. Mosoru) насеље је у Румунији у округу Хунедоара у општини Топлица. Oпштина се налази на надморској висини од 708 m.

## Становништво
Према подацима из 2002. године у насељу је живело 1 становника.